# Majestic Record Corporation
Majestic Record Corporation var ett amerikanskt skivmärke 1916-1917. Namnen bakom var J.C. Reis, R.V. Schoenfeld och D. Green.